# Yvonne Blake
Yvonne Blake (Manchester, Anglaterra; 17 d'abril de 1940-Madrid; 17 de juliol de 2018) va ser una dissenyadora de vestuari hispano-britànica, guanyadora d'un Oscar al millor vestuari en 1971 —per la pel·lícula Nicolau i Alexandra— i de quatre premis Goya. En 2012 es va convertir en la primera dona guardonada amb el Premi Nacional de Cinematografia sense haver estat actriu. A més va ser presidenta de l'Acadèmia de les Arts i les Ciències Cinematogràfiques d'Espanya (AACCE) des de 2016 fins a 2018.

## Biografia
Als 16 anys va guanyar una beca per a estudiar art, disseny i escultura en el Regional College of Art & Design de Manchester. Posteriorment va viatjar a Londres i es va presentar amb el seu portafolio en la llegendària Casa Bermans, creadora de vestuaris com els de Cleopatra. En veure els seus esbossos, li van oferir un lloc com a ajudant de Cynthia Tingey, la dissenyadora estable de la casa i creadora del vestuari d'estrelles de cinema.

### Inicis
Després de diverses ayudantías, el seu primer treball com a dissenyadora de vestuari al cinema va ser en 1966 amb va ser en la pel·lícula de Daniel Mann La Venus de la Ira a Israel, protagonitzada per Sophia Loren. Els seus següents títols van ser Fals ídol, L'espia del nas fred i Fahrenheit 451 basada en la novel·la de Ray Bradbury.
A Farenheit 451, Blake va estar a les ordres del director François Truffaut i del director de producció Tony Walton. La relació de Blake amb el director francès va ser una d'enteniment mutu pràcticament des del principi. Es va buscar una estètica que contraposés l'artificialitat del món dels ciutadans alienats amb la naturalesa en la qual viuen els homes-llibre.
Com a nota curiosa, la mateixa Blake apareix com un dels homes-llibre al final de la pel·lícula, sent La qüestió jueva, de Jean-Paul Sartre.

### Etapa anglesa
Després de Farenheit 451, Blake es va traslladar a Londres, on va participar en les pel·lícules Charlie Bubbles, dirigida i protagonitzada per Albert Finney, on Liza Minnelli tenia un paper, i en La millor casa de Londres. També es va encarregar del vestuari de L'última vall protagonitzada per Michael Caine i Omar Sharif, dirigida per James Clavell (autor de novel·les com Shogun).

### Primera etapa a Espanya
En la seva primera etapa a Espanya, Blake va participar en el rodatge de dues pel·lícules: Duffy, l'únic, protagonitzada per Susannah York, James Coburn i James Mason, i el western còmic A talent for loving. En el rodatge va conèixer al que més tard seria el seu marit, Gil Carretero, qui era el segon ajudant de direcció.

### Oscar al millor vestuari
En 1971 va guanyar el Oscar al Millor Vestuari per la pel·lícula Nicolau i Alexandra, una superproducció dirigida per Franklin J. Schaffner i produïda per Sam Spiegel, responsable, entre altres projectes, de col·laboracions amb David Lean com Lawrence d'Aràbia  o El pont sobre el riu Kwai .
Spiegel va comptar amb un gran equip de producció: quatre directors d'art, entre ells Gil Parrondo, John Box com a dissenyador de producció, Freddie Young com a director de fotografia, i un gran equip de vestuari al servei de la mateixa Blake. El vestuari principal el realitza a Londres la casa Bermans and Nathans.
Tot això estava sota un ferri control del mateix Sam Spiegel, per la qual cosa els directors van anar canviant, passant fins i tot pel lloc Terence Young fins que va arribar Schaffner.
Bé es pot dir que l'Oscar aconseguit per Blake no és exclusivament seu, si no que és compartit per Antonio Castillo, qui es va encarregar de repassar els vestits per a dos dels personatges de la pel·lícula, encara que enfront del treball mastodòntic de Blake la seva presència és gairebé testimonial, per això no va anar a recollir l'Oscar al costat de Blake.

### Jesucrist Superstar
Després de guanyar l'Oscar, Blake va treballar en All Creatures Great and Small amb un jove Anthony Hopkins i Una hora a la nit amb Elizabeth Taylor. Això es va encadenar amb el naixement del seu fill, el director de fotografia David Carretero.
Però el projecte més important, i el primer després de l'Oscar per a Blake en aquesta època, va ser Jesucrist Superstar, basat en el musical homònim de Andrew Lloyd Weber.
Dos anys després de l'estrena a Broadway, es proposa la producció cinematogràfica del musical, dirigida per Norman Jewison. Per a la pel·lícula es va buscar un look menys sofisticat que en l'obra de teatre, com si fos una producció estudiantil, interessant-se Blake per la combinació de diferents textures i materials.
Blake va ser nominada a un BAFTA l'any 1974 per aquesta pel·lícula.

### Els Mosqueters,Robin HoodiSuperman
La primera pel·lícula que fa Blake amb el director Richard Lester és Els tres mosqueters, i la seva seqüela, Els quatre mosqueters, produïdes per Alexander i Ilya Salkin.
Entre les milers d'anècdotes del rodatge, una destacable va ser el fet que Raquel Welch va imposar al seu xicot Ron Talsky, per al disseny del vestuari del personatge de Constance Bonancieux, per la qual cosa, malgrat el xocant que resultaven els seus dissenys en contrast amb els de Talsky, tots dos van ser nominats a l'Oscar per Els Quatre Mosqueters en 1975.
Blake va tornar a treballar amb Lester a Robin i Marian, una versió crepuscular de la història de Robin Hood protagonitzada per Sean Connery i Audrey Hepburn, i a El retorn dels mosqueters, que la van reunir amb tot l'equip de Els tres Mosqueters.
Un altre dels projectes en els quals es veurà embolicada Blake en aquesta època serà l'adaptació cinematogràfica de Superman, dirigida per Richard Donner, amb producció a Londres i roba feta per la casa Bernmans and Nathans.
Blake va tenir especials problemes amb les teles del vestit de Superman, en ser fibres no transpirables i coincidir en color amb la pantalla blava per als efectes especials, així que es van haver de fer diverses proves fins a trobar el to exacte. També va haver-hi una certa experimentació amb els vestits de Krypton, amb teles reflectores i sedes.

### Els anys 1980
Blake encadenarà projectes molt dispars en aquesta dècada, des de la minisèrie Harem, en la qual va treballar amb Ava Gardner, passant per pel·lícules com Evasió a Atenea o Las aventuras de Enrique y Ana, que li va permetre poder treballar a Bearn o la sala de les nines, dirigida per Jaime Chávarri.
Blake va seguir en el seu treball el to general de la pel·lícula, elegant, i moderat, amb una recreació gairebé perfecta de la moda de 1865.
En el costat completament oposat es troba Els senyors de l'acer, dirigida per Paul Verhoeven. Per a fer el vestuari de la pel·lícula, Blake es va inspirar sobretot en les pintures d'Albrecht Dürer i Hieronymus Bosch, interessant-se per l'acoltellat a la roba, i fabricant el seu equip grans quantitats de roba nova per a la pel·lícula.

### Gonzalo Suárez i Vicente Aranda
En la carrera de Blake són especialment reseñables les seves col·laboracions amb dos directors espanyols: Gonzalo Suárez i Vicente Aranda.
Amb el primer fa Remando al viento, en la que Blake va crear una àmplia gamma de vestits i vestits de l'època del Romanticisme que li van valer el seu primer Goya; i també Don Juan en los infiernos, basada en l'obra de Molière, ambientada en l'època de Felip II; i dues pel·lícules més ambientades en l'època moderna, La reina anónima i El detective y la muerte.
Amb Vicente Aranda recrearà primer la història de Carmen, basada en el llibre de Prosper Merimée, reinventant en certa manera la roba de bandoler en no disposar de molta documentació i donant-li, en general, un estil propi al món que envolta a la jove cigarrera gitana; i Tirant lo Blanc, basada en uns capítols de la novel·la de Joanot Martorell, en la qual es va recrear tota l'esplendor i decadència de la cort de Bizanci amb uns vestits de teles orientals i recarregament de joies que fregaven el barroquisme.

### Els anys 1990
En la dècada de 1990, Blake va treballar principalment als Estats Units, encara que no va perdre contacte amb Espanya aconseguint 2 Goyas al Millor vestuari per Canción de cuna, i Carmen.
Als Estats Units va participar en projectes variats, des de minisèries com El Crim del Segle o James Dean, fins a pel·lícules com Més enllà dels somnis o Looking for Richard, en la qual va fer l'armadura de Ricard III (Al Pacino) en l'escena final.
Amb la productora Kanzaman va participar en tres pel·lícules: The Reckoning, The Bridge of San Luis Rey, i Los fantasmas de Goya. En aquesta última va recrear amb minuciositat l'ambientació no només de la cort espanyola, si no també de soldats i pagesos, amb una clara divisió del color en les dues parts de la pel·lícula.
Posteriorment va treballar en les pel·lícules There be Dragons, de Roland Joffé y el musical Al final del arcoiris, sobre la vida de Judy Garland.

### Nous reconeixements i carrera en la AACCE
En 2012 va ser reconeguda amb el Premi Nacional de Cinematografia convertint-se en la setena dona a rebre-ho i la primera no actriu.
En 2014, Yvonne Blake va rebre el Premi Dona de Cinema del 52è Festival Internacional de Cinema de Gijón guardó atorgat des de 2011 pel FICX conjuntament amb Mujeres de Cine que "destaca a dones cineastes que són un referent generacional".
El 14 de juliol de 2016, Yvonne Blake va assumir en funcions el lloc de president de la Acadèmia de les Arts i les Ciències Cinematogràfiques d'Espanya després de dimitir el seu predecessor, Antonio Resines. El 15 d'octubre de 2016 —en ser l'única candidata en les eleccions—, la institució la va ratificar com la seva presidenta en propietat.

### Defunció
El 3 de gener de 2018 va ser ingressada d'urgència a l'Hospital Universitari Ramón y Cajal després de sofrir un ictus. Una setmana després va abandonar la UCI i va començar una llarga recuperació. Pel seu mal estat de salut, Blake va abandonar les seves responsabilitats de presidenta de l'AACCE; per part seva, el 9 d'abril de 2018, l'Acadèmia va nomenar Blake presidenta d'honor de la institució, va designar Mariano Barroso com a president en funcions de la mateixa i va convocar eleccions a president.
Yvonne Blake va morir el 17 de juliol de 2018 en Madrid, als 78 anys, sense haver-se recuperat encara del ictus que havia sofert 6 mesos enrere.

## Filmografia seleccionada
- Judith (Daniel Mann, 1966)
- Farenheit 451 (François Truffaut, 1966)
- Duffy (Robert Parrish, 1968)
- The Last Valley (James Clavell, 1971)
- Nicolau i Alexandra (Nicholas and Alexandra, Franklin J. Schaffner, 1971)
- Jesucrist Superstar (Jesus Christ Superstar, Norman Jewison, 1973)
- Els tres mosqueters (The Three Musketeers, Richard Lester, 1973)
- Els quatre mosqueters (The Four Musketeers, Richard Lester, 1974)
- Robin i Marian (Robin and Marian, Richard Lester, 1976)
- Superman (Richard Donner, 1978)
- Bearn o la sala de les nines (Jaime Chávarri, 1983)
- Remando al viento (Gonzalo Suárez, 1988)
- Don Juan en los infiernos (Gonzalo Suárez, 1991)
- Carmen (Vicente Aranda, 2003)
- Tirant lo Blanc (Vicente Aranda, 2006)
- Los fantasmas de Goya (Goya’s Ghosts, Milos Forman, 2006)

## Premis i candidatures
Premis Oscar
| Categoria                  | Any  | Pel·lícula            | Resultat   |
| -------------------------- | ---- | --------------------- | ---------- |
| Millor disseny de vestuari | 1975 | Els quatre mosqueters | Candidata  |
| Millor disseny de vestuari | 1971 | Nicolau i Alexandra   | Guanyadora |

Premis BAFTA
| Categoria                  | Any  | Pel·lícula            | Resultat  |
| -------------------------- | ---- | --------------------- | --------- |
| Millor disseny de vestuari | 1975 | Els quatre mosqueters | Candidata |
| Millor disseny de vestuari | 1974 | Els tres mosqueters   | Candidata |
| Millor disseny de vestuari | 1973 | Jesucrist Superstar   | Candidata |
| Millor disseny de vestuari | 1971 | Nicolau i Alexandra   | Candidata |

Premis Goya
| Categoria                  | Any  | Pel·lícula                | Resultat   |
| -------------------------- | ---- | ------------------------- | ---------- |
| Millor disseny de vestuari | 2006 | Los fantasmas de Goya     | Candidata  |
| Millor disseny de vestuari | 2004 | El puente de San Luis Rey | Guanyadora |
| Millor disseny de vestuari | 2003 | Carmen                    | Guanyadora |
| Millor disseny de vestuari | 1994 | Canción de cuna           | Guanyadora |
| Millor disseny de vestuari | 1992 | La reina anónima          | Candidata  |
| Millor disseny de vestuari | 1991 | Don Juan en los infiernos | Candidata  |
| Millor disseny de vestuari | 1988 | Remando al viento         | Guanyadora |

Otros
- Medalla d'Or al Mèrit en el Treball (2011).
- Premi Nacional de Cinematografía (2012).
- Patrona d'Honor de la Fundació Aula de Cinema Col·lecció Josep M. Queraltó (2013).
- Premi Mujeres de Cine. Festival Internacional de Cinema de Gijón (2014).[12]